# Lajos Kentner
Lajos Fülöp Kentner (Ludwig Kentner) (Karwin/Budapest, 19 de juliol de 1905 – Londres, 23 de setembre de 1987) fou un pianista i compositor britànic nascut a Hongria.

## Trajectòria professional
El 1912 va ingressar al departament de piano de l'Acadèmia de Música. Va ser alumne de Kalman Chovan i Arnold Székely entre 1914 i 1921. Va debutar com a pianista a Budapest l'any 1920. Entre 1916 i 1923 també va estudiar composició; Va estudiar amb Zoltán Kodály, Victor von Herzfeld, León Weiner i Hans von Koessler. Va fer el seu debut a Londres el 1928 al Grotrian Hall. El 1932, va obtenir el 5è lloc al Segon Concurs Internacional de Piano Chopin de Varsòvia. L'any 1933 va quedar tercer al Ferenc Liszt Piano Competition de Budapest. Va viure a Londres des de 1935; va fer molt per introduir les obres de Ferenc Liszt. Va debutar als EUA el 1956. El 1957 va actuar al Carnegie Hall. Entre 1965 i 1987 va ser el president de la "British Liszt Society". Des de 1974 va ensenyar a l'escola de Yehudi Menuhin.
Va començar la seva carrera com a pianista de jove a Europa i va continuar als EUA. Va interpretar obres romàntiques, però també va popularitzar Bartók i Kodály. Entre els seus companys de música de cambra hi havia Yehudi Menuhin i Gaspar Cassadó. Entre les seves obres cal destacar les seves obres orquestrals, obres de cambra, peces per a piano i cançons.

## Família
Els seus pares van ser: Gyula Kentner i Gizella Bucksbaum. La seva primera dona va ser la pianista Ilonka Kabos (1893–1973); aquest matrimoni va acabar el 1945. Aleshores es va casar amb Griselda Gould, filla de la pianista Evelyn Suart (Lady Harcourt), l'altra filla de la qual, Diana, es va convertir en la segona esposa de Yehudi Menuhin el 1947.